# Алиева, Лятифа Джахандар кызы
Лятифа Джахандар кызы Алиева (азерб. Lətifə Cahandar qızı Əliyeva; род. 1 июля 1944, Юхары-Салахлы, Газахский район) — азербайджанская театральная и киноактриса, Народная артистка Азербайджана (2018), персональный пенсионер Президента Азербайджанской Республики (с 2006 года).

## Биография
Лятифа Джахандар кызы Алиева родилась 1 июля 1944 года в селе Юхары Салахлы Газахского района.
Образование получила на факультете драматического и киноактёрского искусства в Театральном институте (1964—1964).
С 1964 года работает в Азербайджанском государственном театре юного зрителя. Известна как одна из лучших исполнительниц ролей матерей.
Снималась в видеоклипах и фильмах. Среди них — иранские фильмы «Divlər zindanı» (1992) и «Arzular» (200?).

## Роли в театре
- Qaraca qız (С. С. Ахундов, Абдулла Шаиq) — Обезьяна
- Şamdan bəy (Н. Нариманов) — Назлы
- Komsomol poeması (И. Джошгун) — Гюльджамал
- Mənim nəğməkar bibim (Ə. Əйлисли) — Сянубяр
- Tamahkar (С. С. Ахундов) — Набат
- Aycan (Х. Әлибэйли) — Питраг; Чайыр
- Çal oyna (И. Джошгун) — Тюлькю
- Məhəbbət bir bəladır (Ә. Оруджоглу) — Говхяр
- Sirli dəyirman (Ф. Маммадов) — Купягирян Кары
- Olmuş əhvalat (А. Бабаев) — Кадын
- Ağ dəvə (Эльчин) — тётя Амина
- Hacı Qara (М. Ф. Ахундов) — Теййибя
- Sən həmişə mənimləsən (И. Әфэндиев) — Нязакят
- Yağış, yağmur və daldan atılan daş (Н. Вязиров) — Пери; Оглан Эви; мать Ашраф бека; Ага Сафтаргулу; Шахсанам
- Güc birlikdədir (Р. Тохидоглу) — Бабушка
- Yaddaş ağrısı (Х. Мирәлямов) — Якшы
- Nənənin kələyi (Ә. Оруджоглу) — бабушка Нурджахан
- Məkkəyə gedən yol (Дж. Маммадкулузадя) — Шяряф
- Sərgüzəşti-vəziri-xani-Lənkəran (М. Ф. Ахундов) — Пери ханым
- Göyçək Fatma (Азербайджанская народная сказка) — бабушка Кары
- Mən səni sevirəm — М. С. С (Ә. Әмирли) — Сакина
- Hacı Qara (М. Ф. Ахундов) — Теййубя ханым
- Müsyö Jordan və Dərviş Məstəli şah (М. Ф. Ахундов) — Ханпери
- Sarıköynəklə Valehin nağılı (И. Әфәндиев) — Гюллюбяим

## Фильмография
1. «72 km» (фильм 2014)
2. «777 №-li iş» (фильм 1992)
3. «Всадник на белом коне» (фильм 1995) — мать Аскера
4. «Almas Yıldırım» (фильм 2004)
5. «Anamın kitabı» (фильм 1994)
6. «Украли жениха» (фильм 1985)
7. «Bircəciyim» (фильм 1986)
8. «Cəza» (фильм 1996)
9. «Dəvətnamə» (фильм 1989)
10. «Əqrəb mövsümü» (фильм 2022)
11. «Мужчина для молодой женщины» (фильм 1988)
12. «Girişmə, öldürər!» (фильм 1990)
13. «Hacı Qara» (фильм 2002)
14. «Всё к лучшему» (фильм, 1997)
15. «Допрос» (фильм 1979)
16. «İşarəni dənizdən gözləyin» (фильм 1986)
17. «İtkin gəlin» (фильм 1994)
18. «Kişi sözü» (фильм 1987)
19. «Koma 0,1 saniyədə» (фильм 2007)
20. «Qayalarda qalan səs» (фильм 1995)
21. «QAZ» (фильм 2005)
22. «Qırmızı qar» (фильм 1998)
23. «Lətifə» (фильм 1989)
24. «Məhəbbətin hökmü» (фильм 1998)
25. «Я придумываю песню» (фильм 1979)
26. «Национальная бомба» (фильм 2004)
27. «Nakəs» (фильм 1991)
28. «Привет с того света» (фильм 1991)
29. «Ovsunçu» (фильм 2002)
30. «Pərdə arxasında» (фильм 1987)
31. «Сары Гялин» (фильм 1998)
32. «Sənin deyil» (фильм 2016)
33. «Şahid qız» (фильм 1990)
34. «Şans» (фильм 2004)
35. «Tənha narın nağılı» (фильм 1984)
36. «Təxribat» (фильм 1989)
37. «Ümid» (фильм 2002)
38. «Yalan» (фильм 2005)
39. «Yanmış körpülər»" (фильм 2007)
40. ««Япон» и японец» (фильм 1990)
41. «Yeni həyat» (фильм 2005)
42. «Yol yoldaşları» (фильм 2003)
43. «Сон» (фильм 2001)

## Признание и награды
- Заслуженная артистка Азербайджана (2000)
- Народная артистка Азербайджана[1] (2018)
- Персональный пенсионер Президента Азербайджанской Республики[2] (с 2006 года)